# 新三田駅
新三田駅（しんさんだえき）は、兵庫県三田市福島にある西日本旅客鉄道（JR西日本）福知山線の駅である。駅番号はJR-G62。
直営駅（宝塚駅の被管理駅）で、アーバンネットワークおよび「JR宝塚線」の愛称区間、ICOCAの利用可能エリアに含まれている（相互利用ICカードはICOCAの項を参照）。

## 歴史
1986年11月1日の福知山線全線電化と同時に開業した。阪奈支社（開業当初は大阪支社）の管轄駅では最北端かつ最西端に位置し、開業以来、線内における運行上の境界駅の一つとして機能している。
- 1986年（昭和61年）11月1日：日本国有鉄道福知山線の三田駅 - 広野駅間に新設開業[2]。旅客のみ取り扱い[3]。
- 1987年（昭和62年）4月1日：国鉄分割民営化により、西日本旅客鉄道（JR西日本）の駅となる[3]。
- 1988年（昭和63年）3月13日：路線愛称の制定により、「JR宝塚線」の愛称を使用開始。
- 1992年（平成4年）11月1日：みどりの窓口営業開始。
- 1998年（平成10年）1月21日：自動改札機を設置し、供用開始[4]。
- 2003年（平成15年）11月1日：ICカード「ICOCA」の利用が可能となる。
- 2011年（平成23年）3月8日：JR宝塚・JR東西・学研都市線運行管理システムと接近メロディ導入。
- 2018年（平成30年）3月17日：当駅に駅ナンバリング「JR-G62」が導入され、使用を開始。
- 2020年（令和2年）3月：改札内トイレがリニューアルされ使用開始。
- 2025年（令和7年）
  - 6月30日：みどりの窓口の営業を終了[5]。
  - 7月1日：みどりの券売機プラスを導入[5]。
- 2027年（令和9年）未定：全ホームに昇降式ホームドアが設置される予定[6]。

## 駅構造

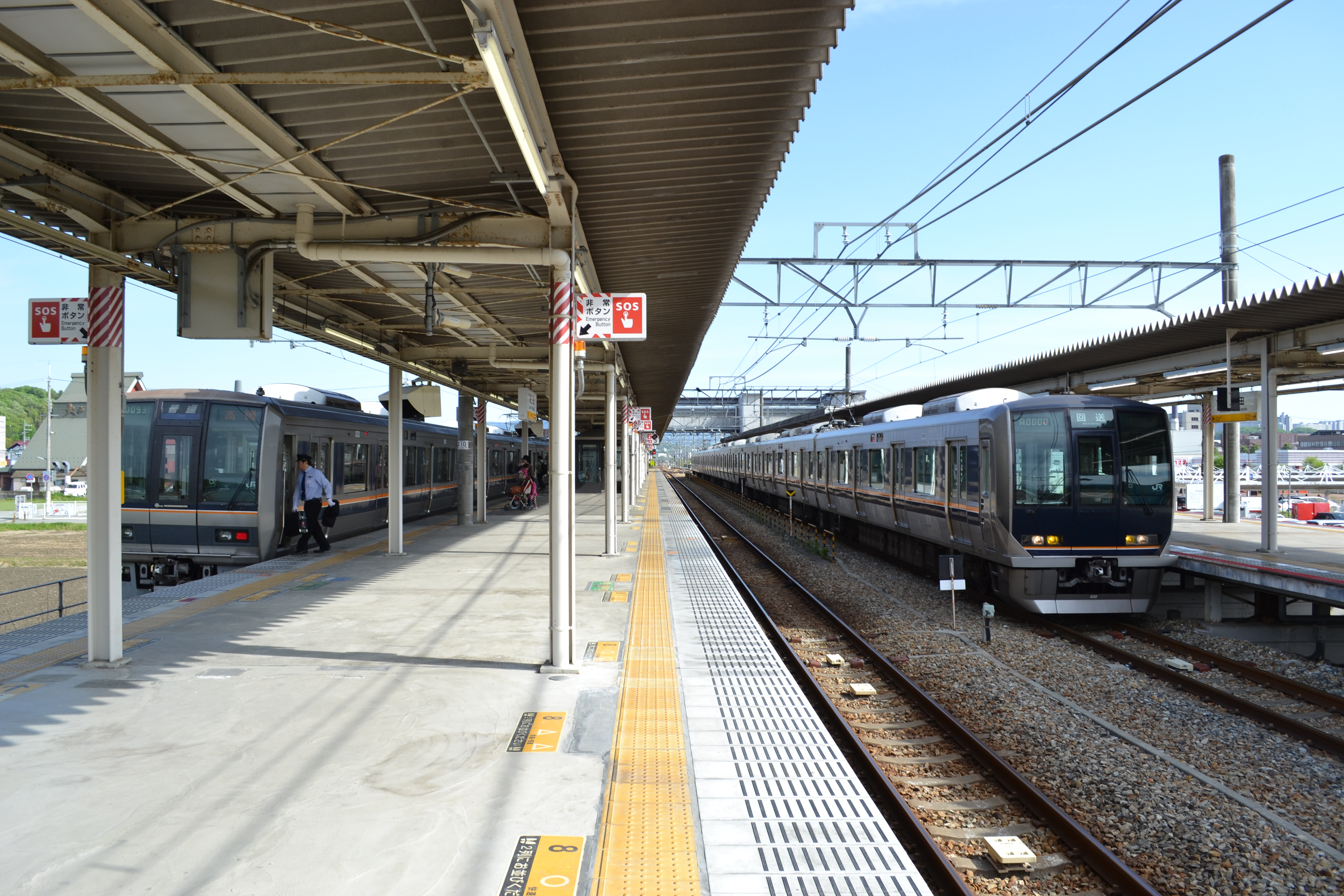
プラットホーム（2014年5月）

島式2面4線のホームを持つ地上駅。駅舎は三角屋根を持つペンション風の外観が特徴。ホームは改札口よりも高い盛土上にあり、改札コンコースとホームは地下道や跨線橋で結ばれている。バリアフリーの一環として、跨線橋にエレベーターが設置されている。
外側の2線（1・4番のりば）が本線、内側の2線（2・3番のりば）が副本線で、当駅で折り返す列車は全て内側の2・3番のりばを使用する。当駅以北の篠山口駅・福知山駅方面に発着する列車は、朝のラッシュ時を除いて外側の1・4番のりばに停車（または通過）する。また、篠山口側には留置線がある（JR東西線の開業時に追設）。
改札口は1ヶ所のみで、みどりの券売機プラスやみどりの券売機のほか、AEDや駅スタンプが設置されている。トイレは改札口横の改札内にある。また、改札外には売店のキヨスクとコンビニのハート・インがあったが、キヨスクは2014年12月28日限りで閉店。ハート・インも2015年10月28日限りで閉店後、「セブン-イレブン ハートイン」として2016年1月10日にリニューアルオープンした。
改札口や各ホームには行先表示器が設置されているが、北隣の広野駅以北は福知山管理部の管轄駅となるため、JR宝塚・JR東西・学研都市線運行管理システムによる運行管理は当駅が北限である。

### のりば
| のりば | 路線     | 方向 | 行先           | 備考          |
| ------ | -------- | ---- | -------------- | ------------- |
| 1・2   | JR宝塚線 | 下り | 篠山口方面     |               |
| 3・4   | JR宝塚線 | 上り | 大阪・尼崎方面 | 一部2番のりば |

- 上表の路線名は旅客案内上の名称（愛称）で表記している。
- 3番のりばからは篠山口方面への発車も可能。
- 夜間滞泊の設定がある。

## ダイヤ
日中時間帯は区間快速が毎時4本発着するが、うち2 - 3本は当駅で上り（尼崎・大阪）方面へ折り返しとなり、下り（篠山口・福知山）方面は毎時1 - 2本となる。区間快速は当駅を含む川西池田駅以北では各駅に停車し、上り方面の列車は川西池田駅で普通と接続する。一部は当駅で特急「こうのとり」の待ち合わせを行う。
日中以外の時間帯は丹波路快速をはじめ、全ての快速・普通が停車する。JR東西線や学研都市線に乗り入れる列車もあり、朝ラッシュ時には当駅始発で大阪方面・JR東西線方面へ直通する快速が多数設定されている。
特急「こうのとり」は主に通勤客向けに朝の上り（新大阪行き）と夕方以降の下り（福知山行き）が停車する（一駅隣の三田駅には全便が停車する）。
JR京都線またはJR東西線や学研都市線に直通する普通（前者は主に高槻駅発着）、塚本駅を通過しない普通が乗り入れるのは当駅が北限となっている。
始発列車は4時台である。

## 利用状況
利用客数は一駅南隣の三田駅とほぼ同じで、福知山線内では5番目に多い。
ウッディタウンなどの北摂三田ニュータウンからバスやマイカー、バイクや自転車（原付含む）などで当駅まで出て、大阪方面へと向かう住民の利用が多い。ニュータウンからは神戸電鉄公園都市線や神姫バスにより三田駅へもアクセスできるが、当駅の場合は始発となる上り（尼崎・大阪方面）列車が多く、おおむね着席して大阪方面に移動できるというメリットがある。
パークアンドライドを目的とした、当駅利用者向けの駐車場や駐輪場が多数設置されている。また、駅前のバス乗り場には隣接して送迎のマイカー用のスペースも設けられており、朝夕のラッシュ時には学生を中心に送迎による多くの利用がある（キスアンドライド）。
なお、近隣の工業団地・テクノパークなどの開発などもあり、朝の下り（篠山口・福知山方面）列車、夕方以降の上り列車への通勤客の利用も増えている。
「兵庫県統計書」及び「三田市統計書」によると、近年の1日平均乗車人員は以下の通りである。
| 年度   | 1日平均 乗車人員 |
| ------ | ---------------- |
| 1995年 | 11,114           |
| 1996年 | 11,481           |
| 1997年 | 11,963           |
| 1998年 | 12,452           |
| 1999年 | 12,760           |
| 2000年 | 13,210           |
| 2001年 | 13,501           |
| 2002年 | 13,513           |
| 2003年 | 13,670           |
| 2004年 | 13,882           |
| 2005年 | 13,844           |
| 2006年 | 14,277           |
| 2007年 | 14,413           |
| 2008年 | 14,650           |
| 2009年 | 14,600           |
| 2010年 | 14,782           |
| 2011年 | 14,753           |
| 2012年 | 14,756           |
| 2013年 | 15,020           |
| 2014年 | 14,639           |
| 2015年 | 14,802           |
| 2016年 | 14,694           |
| 2017年 | 14,749           |
| 2018年 | 14,440           |
| 2019年 | 13,991           |
| 2020年 | 10,292           |
| 2021年 | 10,465           |

## 駅周辺

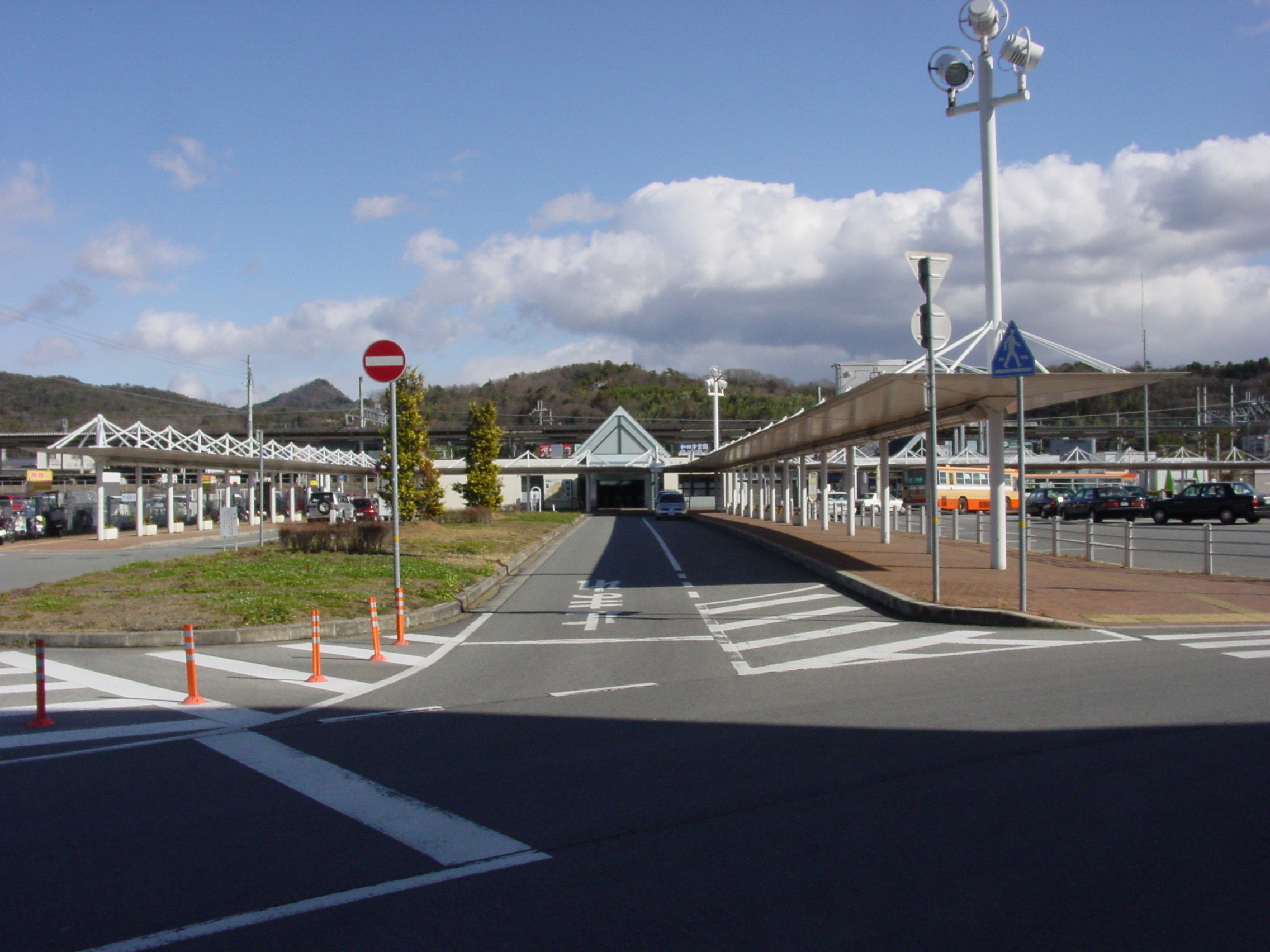
駅前

開業当時はほとんど何もなかったが、三田市のニュータウン開発によりウッディタウン・カルチャータウンなどの玄関口として急激に発展していった。
三田市は三田駅周辺を主核、ニュータウンを副核と位置付ける都市計画を策定する一方で、その他の地域では開発が抑制され、当駅周辺も市街化調整区域に指定された関係で開発は進められず、長年にわたり農地が広がっている。しかし乗降客からの要望もあり三田市は方針を転換し、2016年春に当駅周辺の土地は市街化区域に変更され、商業施設やオフィスの集積地となるように開発が行われることになった。2017年9月には土地区画整理事業が認可され、2018年1月に着工、5.3ヘクタールの土地を10億5600万円を投じて開発し、2021年3月の工事完成を見込んでいる。
下記の施設などへは、ほとんどの場合バスやタクシーへ乗り継ぐことになる。当駅前のバス乗り場にはマイクロバス用の駐車スペースもあり、当駅前発着の送迎サービスを実施している施設などもある。
- ウッディタウン[1]
- カルチャータウン
- 三田工業団地[1]
- 三田市民病院
- 有馬富士公園
- 神戸医療福祉専門学校
- 関西学院大学 神戸三田キャンパス[1]（神姫バスを利用）
- 東条湖おもちゃ王国・ホテルグリーンプラザ東条湖（送迎バスを利用）
- 国道176号
- 兵庫県道141号黒石三田線
- 兵庫県道570号有馬富士公園線
- 武庫川
- ラ・ムー 新三田店

## バス路線
神姫バスの「新三田駅バスターミナル」があり、6つののりばといくつかのおりばが設けられている。同社の主要停留所の1つとなっており、定期券発売所やタクシー用ののりばも併設されている。当バスターミナルはニュータウンへの玄関口として機能しており、朝の上りは便数がかなり多く設定される。
- 1番のりば：すずかけ台方面 / 三田市民病院・三田駅方面
- 2番のりば：あかしあ台方面 / 学園7丁目方面
- 3番のりば：ゆりのき台方面
- 4番のりば：けやき台・センチュリープラザ前・ゆりのき台4丁目方面 / 学園7丁目方面
- 5番のりば：関西学院大学・学園7丁目 / つつじが丘方面
- 6番のりば：テクノパーク方面 / 渡瀬方面 / 上津台方面

## 隣の駅
西日本旅客鉄道（JR西日本）
 JR宝塚線（福知山線）
- 特急「こうのとり」一部停車駅

■丹波路快速・■快速・■区間快速・■普通
三田駅 (JR-G61) - 新三田駅 (JR-G62) - 広野駅 (JR-G63)